# Palm Valley (Territoire du Nord)
Pour les articles homonymes, voir Palm Valley.
Palm Valley est une vallée australienne orientée est-ouest dans la chaîne de Krichauff, située dans le parc national de Finke Gorge, à 123 km au sud-ouest d'Alice Springs, dans le Territoire du Nord.

## Cartographie
Au début de 1928, Herbert Joseph Larkin a mené une expédition aérienne exploratoire explorant la possibilité de développer la Palm Valley en une station balnéaire. Cependant, l'exploration n'a mené à rien.

## Écosystème
Palm Valley et ses environs sont le seul endroit du centre de l'Australie où poussent les palmiers choux d'Australie centrale (Livistona mariae) survivent. Les spécimens vivants les plus proches se trouvent à 850 kilomètres dans le Queensland. La végétation de la région environnante est en grande partie composée de broussailles xérophyte des chaînes centrales. Le milieu est aride de façon quasiment permanente.
La pluviométrie moyenne pour Palm Valley n'est que de 200 mm par an. Bien que la gorge semble généralement sèche, il existe quelques petites poches de bassins semi-permanents alimentés par une source qui permettent à la flore unique de cette région de survivre. Lors de précipitations importantes dans la région, des étendues d'eau peuvent être observées s'écoulant dans les gorges de la vallée. Au cours de tels événements, une variété de vie aquatique comme les poissons du désert, les crevettes boucliers (Triops australiensis), les têtards et les grenouilles peuvent s'épanouir.

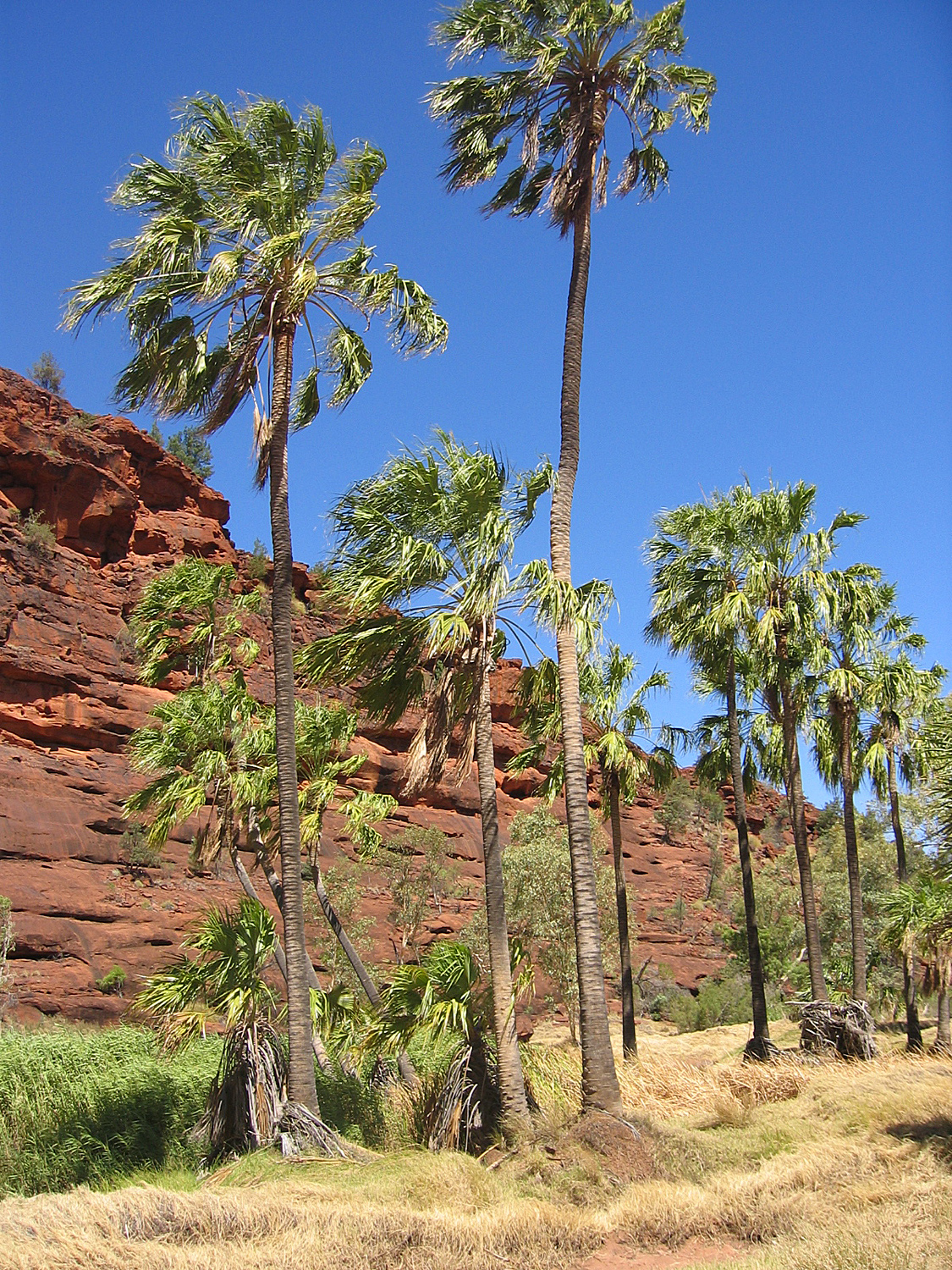
Ivistona mariae.

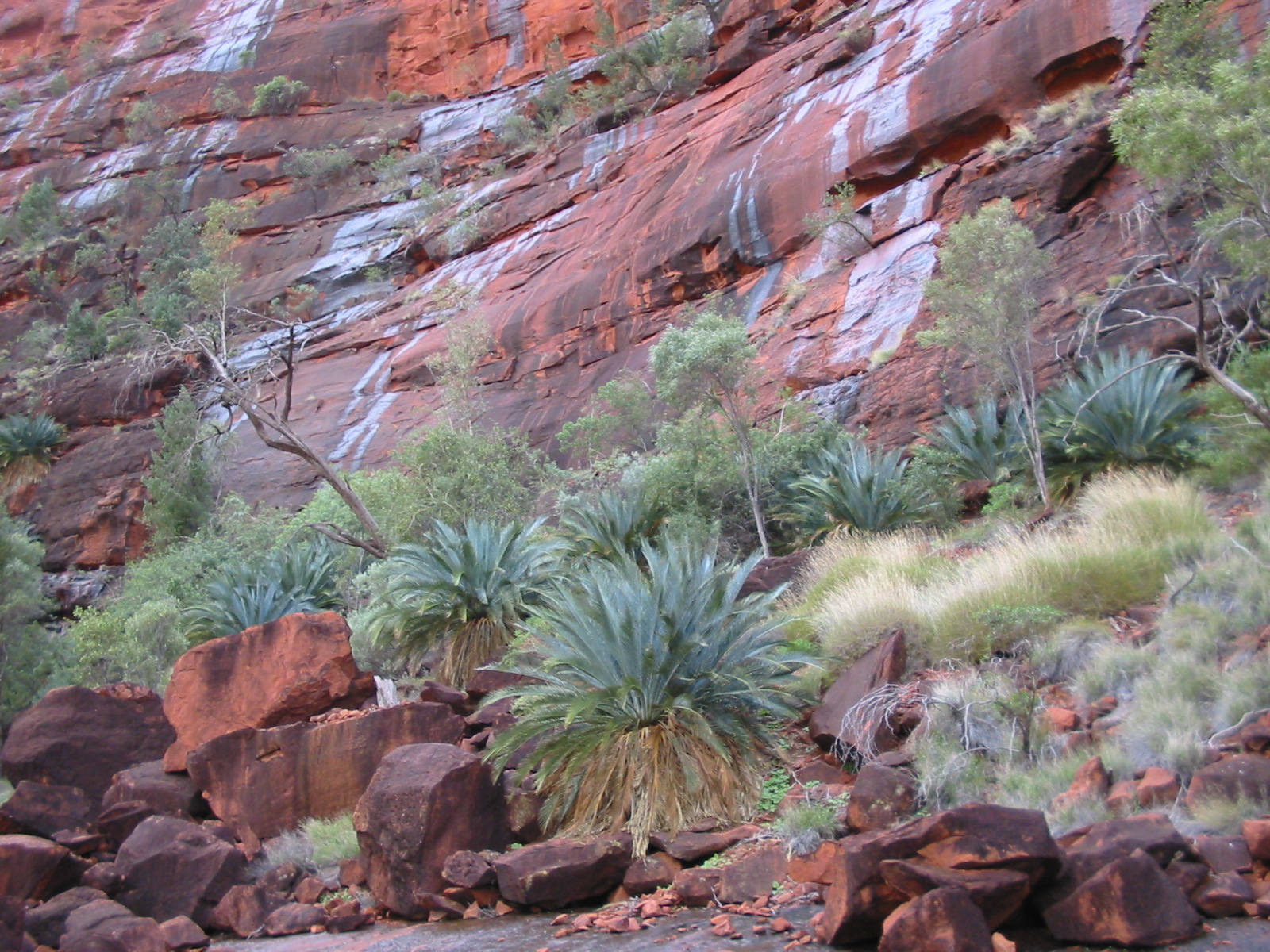
Cycadales (Macrozamia macdonnellii) à Palm Valley.

Il est initialement supposé que les palmiers à choux sont des vestiges d'une époque préhistorique où le climat soutenait la forêt tropicale humide dans ce qui est maintenant l'intérieur aride de l'Australie. L'analyse génétique publiée en 2012 détermine, à partir d'échantillons prélevés près de Katherine et de Mount Isa, tous deux à près de 1 000 km, que les Livistona mariae poussant à Palm Valley sont très proches de l'espèce Livistona rigida. Les recherches du professeur David Bowman et de ses collègues de l'université de Tasmanie concluent que les populations ne se sont séparées qu'il y a environ 15 000 ans. La légende aborigène enregistrée en 1894 par Carl Strehlow décrit des « dieux du nord » apportant les graines à Palm Valley.

## Accès
La piste vers Palm Valley n'est encore accessible qu'avec un véhicule à quatre roues motrices . Il part de la ville de Hermannsburg et se dirige vers le sud, en suivant le lit généralement asséché de la rivière Finke . Palm Creek se jette dans la rivière Finke par l'ouest à environ 15 km (par piste) au sud de Hermannsburg. La piste suit le ruisseau jusqu'à Palm Valley environ 5 km à l'ouest de la rivière Finke.

## Champ gazier de Palm Valley
Le champ gazier de Palm Valley est une source terrestre de gaz naturel au nord de la vallée elle-même. Le champ gazier fait partie du bassin d'Amadeus et fournit du gaz à Alice Springs et au-delà via le gazoduc Amadeus (en).